# Валдемарпилс
Валдемарпилс (произношение) (на латвийски: Valdemārpils) е град в северна Латвия, намиращ се в историческата област Курземе и в административен район Талси. През 1917 г. Валдемарпилс получава статут на град. До 1926 градът се казва Сасмака, но по време на независимостта на Латвия в периода 1920 – 1940 е преименуван на Валдемарпилс в чест на Крисиянис Валдемарс, лидер на Националното латвийско възраждане. Градът се намира на 130 km от столицата Рига.
Населението на града е 1199 жители (по приблизителна оценка от януари 2018 г.).